# Phalaenopsis aphrodite
Phalaenopsis aphrodite är en orkidéart som beskrevs av Heinrich Gustav Reichenbach. Phalaenopsis aphrodite ingår i släktet Phalaenopsis och familjen orkidéer.

## Underarter
Arten delas in i följande underarter:
- P. a. aphrodite
- P. a. formosana

## Bildgalleri

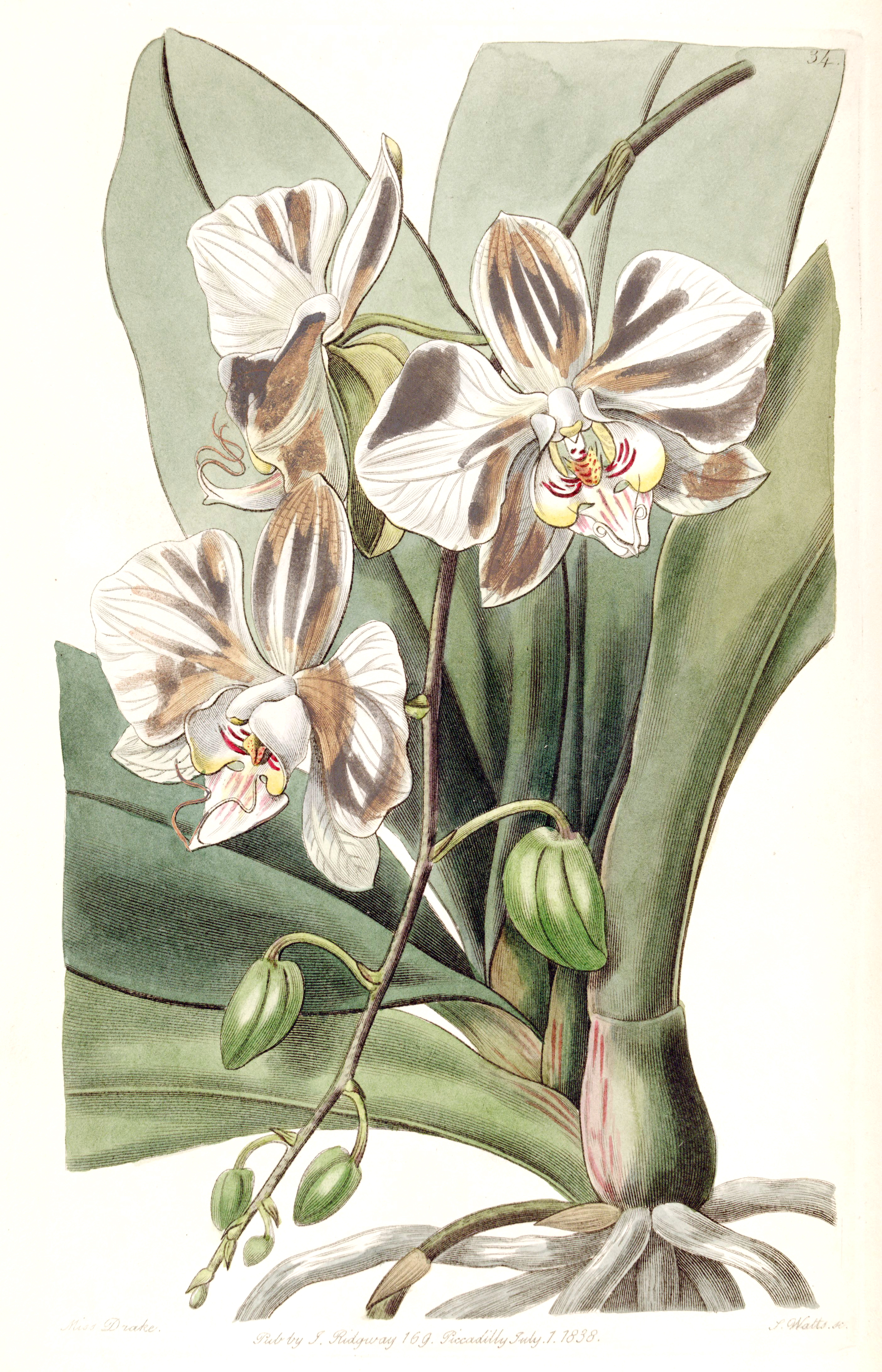
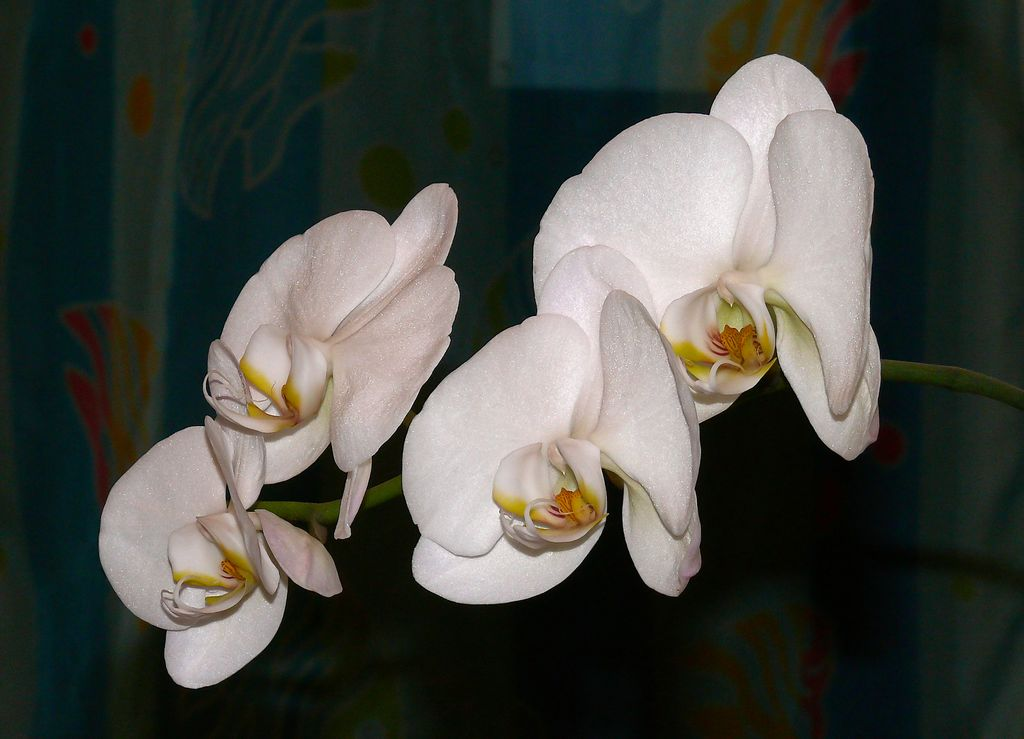
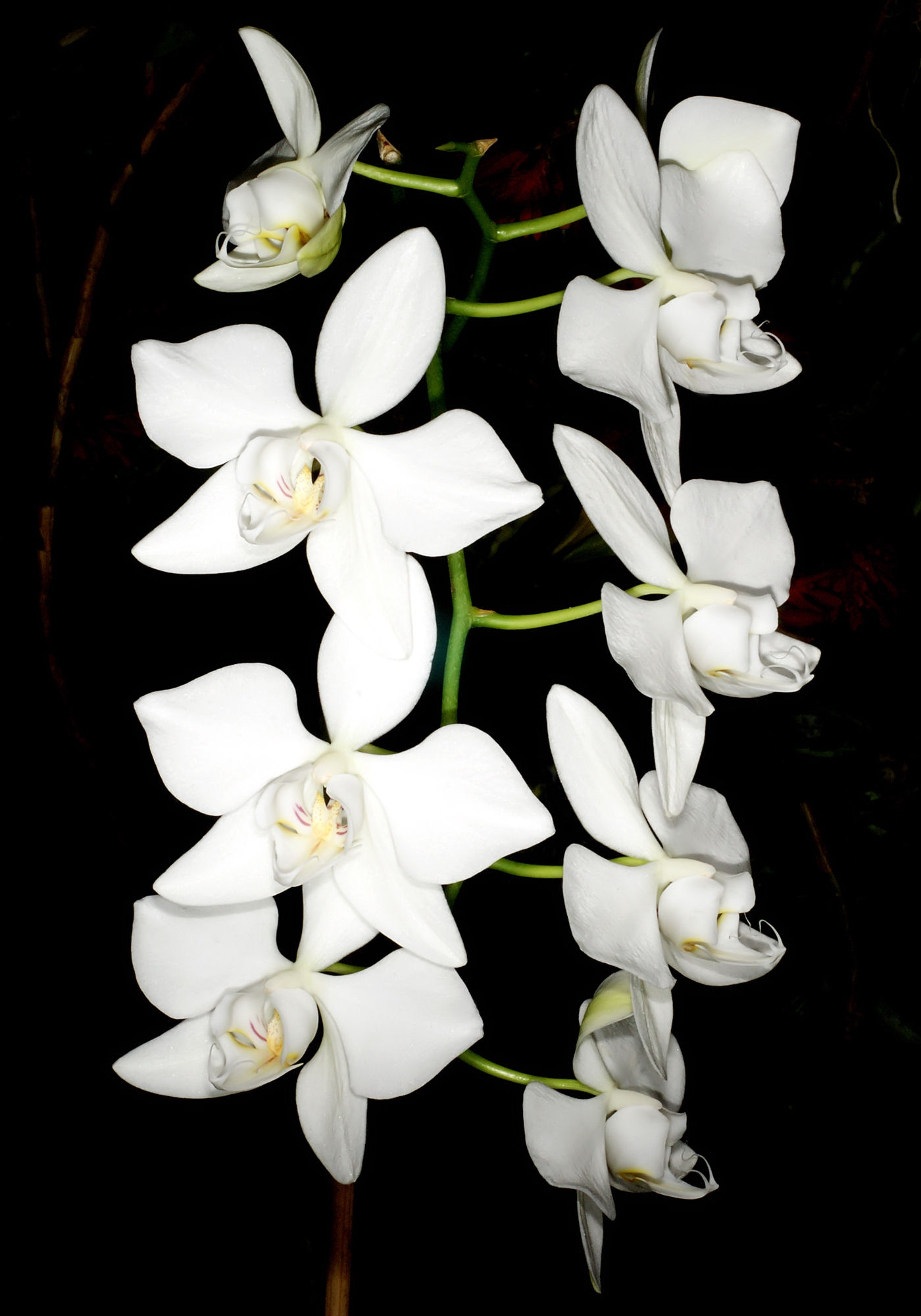
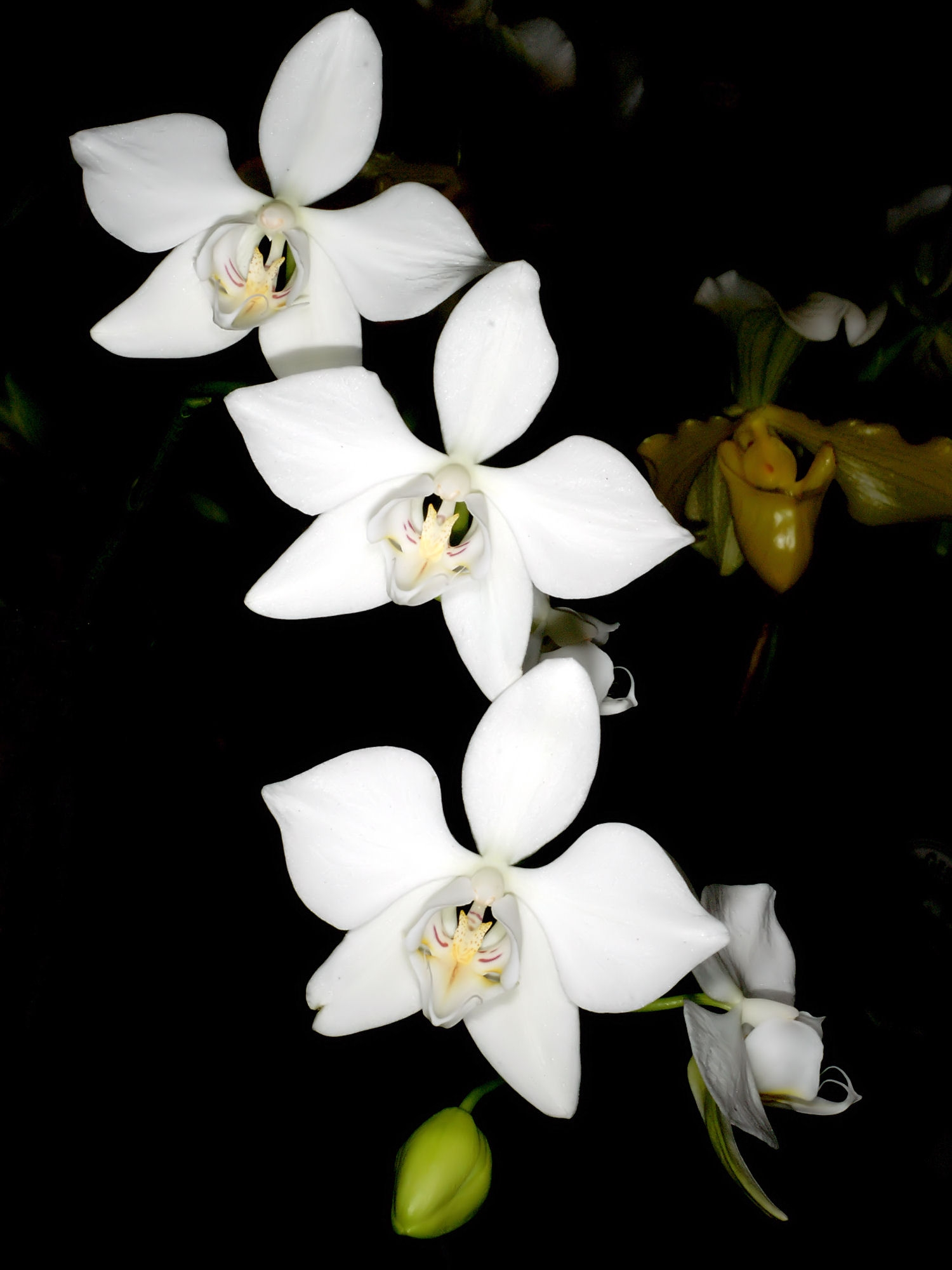
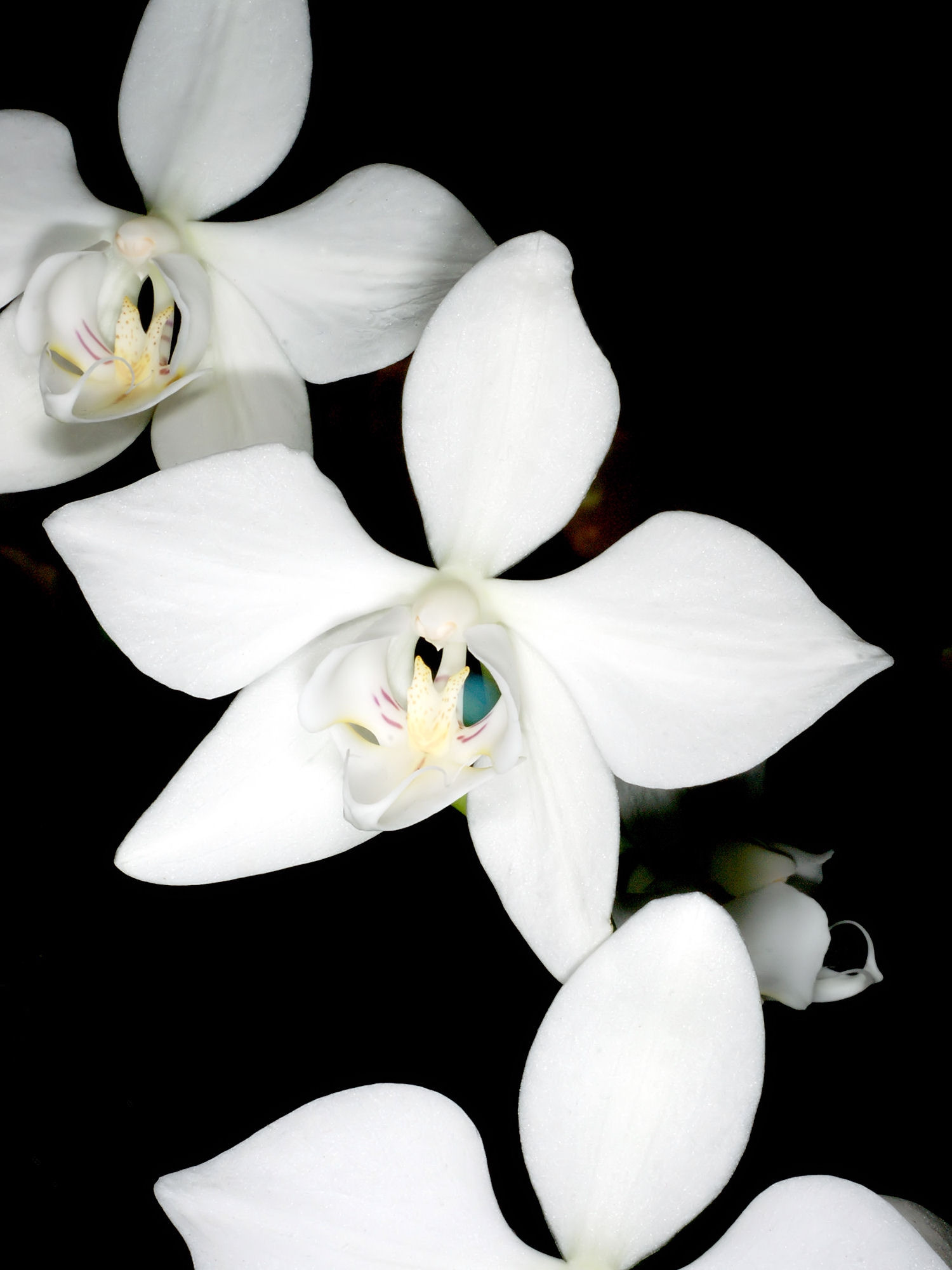
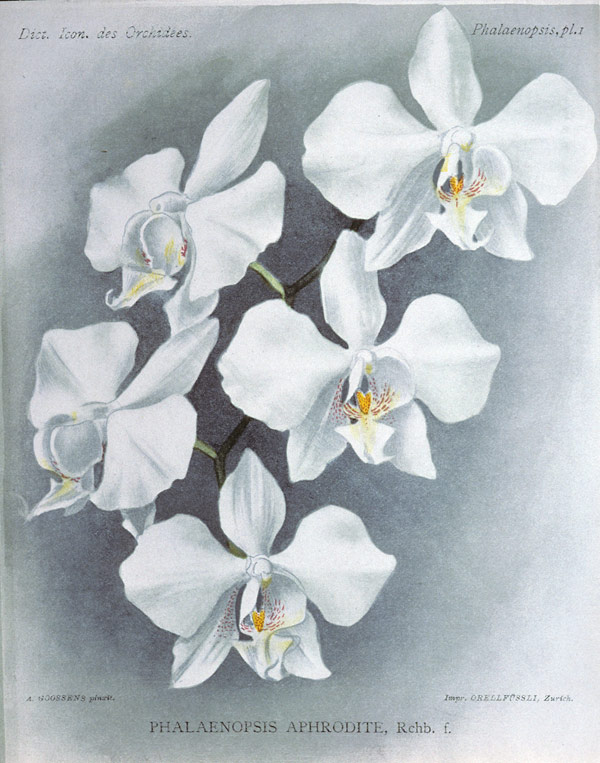